# Траг (часопис)
Траг је часопис за књижевност, уметност и културу, основан у Врбасу 2005. године. Часопис је првенствено књижевног карактера, па су у највећој мери заступљени: савремена поезија и проза, критика, есејистика, преведена литература, књижевна историја и теорија. Траг се бави и музичким, филмским и ликовним стваралаштвом, као и културним наслеђем врбаског краја.

## Историјат
Први број часописа Траг изашао је у марту 2005. године, и од тада излази континуирано, четири пута годишње, у обиму од десет штампарских табака.  Оснивач часописа је Јавна библиотека „Данило Киш” у Врбасу. Уредник првог броја часописа био је песник Ђорђо Сладоје, а уредништво су сачињавали истакнути књижевници.  Од 2010. до 2017. године уредник је био Небојша Деветак, који је заједно са Ђорђом Сладојем, Благојем Баковићем, Мирославом Алексићем и Браниславом Зубовићем био један од оснивача часописа. Тренутни главни и одговорни уредник Трага је песник Бранислав Зубовић, који је уједно и секретар Фестивала поезије младих који се одржава у Врбасу. Фестивал поезије младих, основан 1968. године под називом Југословенски фестивал поезије младих, допринео је развијању и неговању књижевне климе на овом подручју и подстакао стварање идеје о покретању часописа. Све досадашње бројеве часописа издала је Народна библиотека „Данило Киш“ у Врбасу. Сви бројеви су дигитализовани па се они могу наћи и у електронском облику. 

## Уредници
Следи хронолошки списак уредника Трага
- Ђорђо Сладоје (2005—2009), уредио 20 бројева,
- Небојша Деветак (2010—2017), уредио 30 бројева,
- Бранислав Зубовић (2017—), уредио 19 бројева.

## Актуелно уредништво
- Бранислав Зубовић — главни и одговорни уредник
- Мирослав Алексић
- Благоје Баковић
- Емсура Хамзић
- Драгица Ужарева
- Никола Шанта
- Павле Орбовић
- Светислав Шљукић